# Ștefan Ciubotărașu

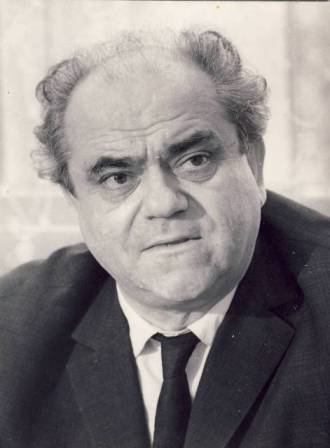
Ștefan Ciubotărașu

Ștefan Ciubotărașu (* 21. März 1910 in Lipovăț, Vaslui, Rumänien; † 27. August 1970 in Bukarest) war ein rumänischer Schauspieler.

## Leben
Ștefan Ciubotărașu wurde als Sohn einer ärmlichen Bauernfamilie geboren. Seine Familie schickte ihn Anfang der 1920er Jahre nach Bukarest, wo er eine Ausbildung zum Schuster machen sollte. Dabei entdeckte er seine Leidenschaft für das Theater. Mit der Rückkehr zur Familie aufs Land, besuchte er ab 1924 wieder die Schule, interessierte sich für Kunst, Kultur, Gedichte und begann zu schreiben. Er studierte schließlich von 1929 bis 1932 am Conservatorul de muzică și artă dramatică in Iași und zog anschließend nach Bârlad, wo er sich als Theaterschauspieler etablieren wollte. Allerdings scheiterte er anfangs, da seine bäuerliche Herkunft ihm mehrere Möglichkeiten verbaute. Erst mit dem Dichter Mihai Codreanu, der an seiner alten Hochschule unterrichtete und sich als Mentor anbot, konnte Ciubotărașu ab 1934 regelmäßig am Theater spielen. So spielte er 1945 am teatrele Alhambra und 1950 am Nationaltheater „Ion Luca Caragiale“ in Bukarest.
Ab Ende der 1950er Jahre war Ciubotărașu auch regelmäßig beim Rumänischen Film zu sehen. So war er unter anderem in Filmen wie Dem Täter auf der Spur, Die Morgenstunde eines braven Jungen und Der Krieg der Prinzessinnen auf der Leinwand zu sehen. Größere Aufmerksamkeit erhielt er für die Darstellung des Petre in dem von Liviu Ciulei inszenierten Liebesdrama Der Wald der Gehenkten. Die Literaturverfilmung des gleichnamigen Romanes von Liviu Rebreanu nahm bei den Internationalen Filmfestspielen von Cannes 1965 am Wettbewerb teil.
Am 13. Januar wurde Ciubotărașu als Volkskünstler der rumänischen Volksrepublik „für herausragende Arbeiten auf dem Gebiet in Theater, Musik und Bildende Kunst“ und 1967 für „eine dauerhafte und herausragende Leistung in der dramatischen Kunst im Theater“ mit dem Kultur-Verdienst-Orden ausgezeichnet.
Am Morgen des 27. August 1970 verstarb Ciubotărașu überraschend, kurz bevor er mit dem Auto zu den Dreharbeiten von Das Warten gebracht werden sollte. Er war seit 1934 mit Aurora Donose verheiratet und hatte seit 1945 eine gemeinsame Tochter mit ihr. Am 16. August 2010 brachte die Rumänische Nationalbank zu Ehren des 100. Geburtstages des Schauspielers eine auf 1000 Exemplare limitierte Gedenkmünze heraus, die einen Wert von Rumänischen Leu hat.

## Filmografie (Auswahl)
- 1957: Wenn du mich liebst (Pasărea furtunii)
- 1957: Eruption (Erupția)
- 1959: Die Donau brennt (Valurile Dunării)
- 1959: Schneelawine (Avalanșă)
- 1960: Dem Täter auf der Spur (Portretul unui necunoscut)
- 1960: Telegramme (Telegrame)
- 1961: Der Mensch neben dir (Omul de lîngă tine)
- 1962: Der berühmte 702 (Celebrul 702)
- 1962: Der Himmel ist ohne Gitter (Cerul n-are gratii)
- 1964: Erinnerungen an die Kindheit (Amintiri din copilărie)
- 1964: Im Alter der Liebe (La vîrsta dragostei)
- 1964: Mitschuldig (Partea ta de vină)
- 1965: Das Geschlecht der Falken (Neamul Șoimăreștilor)
- 1965: Der Wald der Gehenkten (Pădurea spânzuraților)
- 1966: Die Morgenstunde eines braven Jungen (Diminetile unui baiat cuminte)
- 1967: Der Himmel beginnt im 3. Stock (Cerul începe la etajul III)
- 1967: Untergrund (Subteranul)
- 1968: Die Säule des Trajan (Columna)
- 1969: Zugvögel (Apoi s-a născut legenda)
- 1969: Der Krieg der Prinzessinnen (Războiul domnițelor)
- 1972: Das Warten (Așteptarea )